# Le merveilleux petit monde de Mireille Mathieu chante Noël
Albums de Mireille Mathieu
Made in France
(1968) Sweet Souvenirs of Mireille Mathieu
(1968)
Le merveilleux petit monde de Mireille Mathieu chante Noël est un album de la chanteuse française Mireille Mathieu sorti en 1968 regroupant 12 chansons de Noël. 
Elle y interprète une chanson avec son père, Minuits, chrétiens, ainsi qu'une avec l'un de ses frères, Douce Nuit. L'album a été édité en Allemagne (mais avec les chansons en français) sous le nom de Weihnachten mit Mireille Mathieu.  En France, l'album a été réédité en CD en 2004 sous le nom de Chante Noël, avec 4 chansons inédites, puis en 2015 dans la compilation Mireille Mathieu Noël.

## Chansons
1. Noël blanc (Francis Blanche, Irving Berlin)
2. Petit Papa Noël (Henri Martinet, Raymond Vincy)
3. Noël d'Aubervilliers (Bernard Dimey/Francis Lai)
4. La cambo mi faou (Nicolas Saboly, chanson traditionnelle en occitan)
5. Mon beau sapin (chanson traditionnelle)
6. Il est né le divin enfant (chanson traditionnelle)
7. Vive le vent (Francis Blanche, James Pierpont)
8. Douce nuit (Joseph Mohr, Franz Xaver Gruber)
9. Rin-Rin (chanson traditionnelle espagnole)
10. Les Enfants de Noël (Roger Berthier/Paul Mauriat)
11. Minuit, chrétiens (chanson traditionnelle)
12. Les Anges dans nos campagnes  (chanson traditionnelle)